# フォルストホフ・アベントロス論争
フォルストホフ・アベントロス論争、またはフォルストホフ・アベントロス争議は、ドイツ連邦共和国基本法の社会国家の意義をめぐって国法学者のエルンスト・フォルストホフとヴォルフガング・アベントロスとの間で、特に1950年代半ばになされた論争である。 
フォルストホフは1949年ドイツ基本法の評釈者の一人だった。社会国家は合法性の道具ではなく、富を分配するための違法な手段であるという解釈における、社会国家と法治国の概念が彼の背景にあった。1933年に「全体主義国家」という論文で、ナチス・ドイツと「異種族と敵対者」の選別除外とを激しく歓迎しており、伝統的保守的な法学および国家学の代表だった。「社会国家」は法概念ではなく、それゆえ基本法の憲法的文脈において法原則を意味しないと自身の意見のなかで導き出そうとした。 
一方、社会主義から影響を受けたアベントロスは、そのような法原則は法治国家と民主主義の維持のために必要であると認識されなければならないと考えた。このことを基本法20条1項および28条1項2文から導き、これらに現在まで社会国家の原則は基づいている。 

## 文献
- John Philipp Thurn (2013). Welcher Sozialstaat? Ideologie und Wissenschaftsverständnis in den Debatten der bundesdeutschen Staatsrechtslehre. 1949–1990. Grundlagen der Rechtswissenschaft. Mohr Siebeck. ISBN 978-3-16-152529-2 Mohr Siebeck,Tübingen2013, ISBN 978-3-16-152529-2 （Zugl.：Freiburg, Univ., Diss., 2012）